# Aquitania primera
Aquitania primera (en latín: Aquitanica prima o Aquitania prima), era una provincia del Imperio romano, constituida, en el siglo III, bajo la tetrarquía, cuando la reforma de Diocleciano descompuso la gran Galia Aquitania en tres partes:
- Aquitania primera (Aquitanica prima o Aquitania prima) en el este con el Macizo Central y Berry, capital Avaricum (Bourges),
- Aquitania segunda (Aquitanica secunda o Aquitania secunda), en la costa atlántica entre el estuario de Gironda y el Loira (Bordelais, Charentes y Poitou),
- Novempopulania o Aquitania tercera (Aquitanica tertia o Aquitania tertia), entre el Garona y los Pirineos,

todos adscritos a la diócesis de Viena y la prefectura del Pretorio de la Galia.

## Descripción
De acuerdo con la Notación de la Galia (Notitia Galliarum), Aquitania primera incluyó, a comienzos del siglo V, ocho ciudades:
- Civitas Albiensiun: la ciudad de los Albigenses (Albigae, Albi);
- Civitas Cadurcorum: la ciudad de los Cadurcos (Cadurci, Quercy, Cahors);
- Civitas Rutenorum: la ciudad de los Rutenos (Ruteni, Rouergue, Rodez);
- Civitas Lemovicum: la ciudad de los Lemovices (Lemovici, Lemosín);
- Civitas Arvernorum: la ciudad de los Arvernos (Arverni, Auvernia);
- Civitas Biturigum: la ciudad de los Bituriges (Bituriges Cubii, Berry);
- Civitas Vellavorum: la ciudad de los Velavios (Vellavi, Velay);
- Civitas Gabalum: la ciudad de los Gábalos (Gabali, Gevaudan).

La ciudad Bituriges Vivisques (Bituriges Vivisci) fue de Aquitania segunda.
Con la caída del Imperio romano de Occidente, Aquitania primera fue conquistada en 475 por los visigodos del rey Eurico, a pesar de la resistencia de Egidio en el Loira, y Ecdicio y Sidonio Apolinar en Clermont. Tras la conquista visigoda de Aquitania primera en 475, Clermont reemplaza a Bourges como capital.
- Datos: Q204802